# Pueblo mamprusi
Los mamprusi son un grupo étnico del norte de Ghana y Togo. Se calcula que en 2013 vivían unos 200 000 en las regiones septentrionales de Ghana.
Hablan el idioma mampelle, una de las lenguas gur. En Ghana, los mamprusi viven principalmente en Nalerigu, Gambaga, Walewale, y en las ciudades y pueblos de los alrededores, en la Región Nordeste. Son originarios de la Región del Superior Este, principalmente de Bawku, y también habitan en partes de la Región del Superior Oeste.

## Historia
El reino Mamprusi es uno de las reinos que más tarde recibiría el nombre de Costa del Oro y, posteriormente, Ghana.
El derecho de los mamprusi a la ancianidad se basa en el derecho de primogenitura, en la que la sucesión se realiza a través del hijo varón de más edad. Sin embargo, Gbewaa no lo puso en práctica, ya que [designó a un hijo menor Foɣu/Kufoɣu para que gobernara sobre su hijo mayor Kachaɣu y su hijo mayor Zirile.

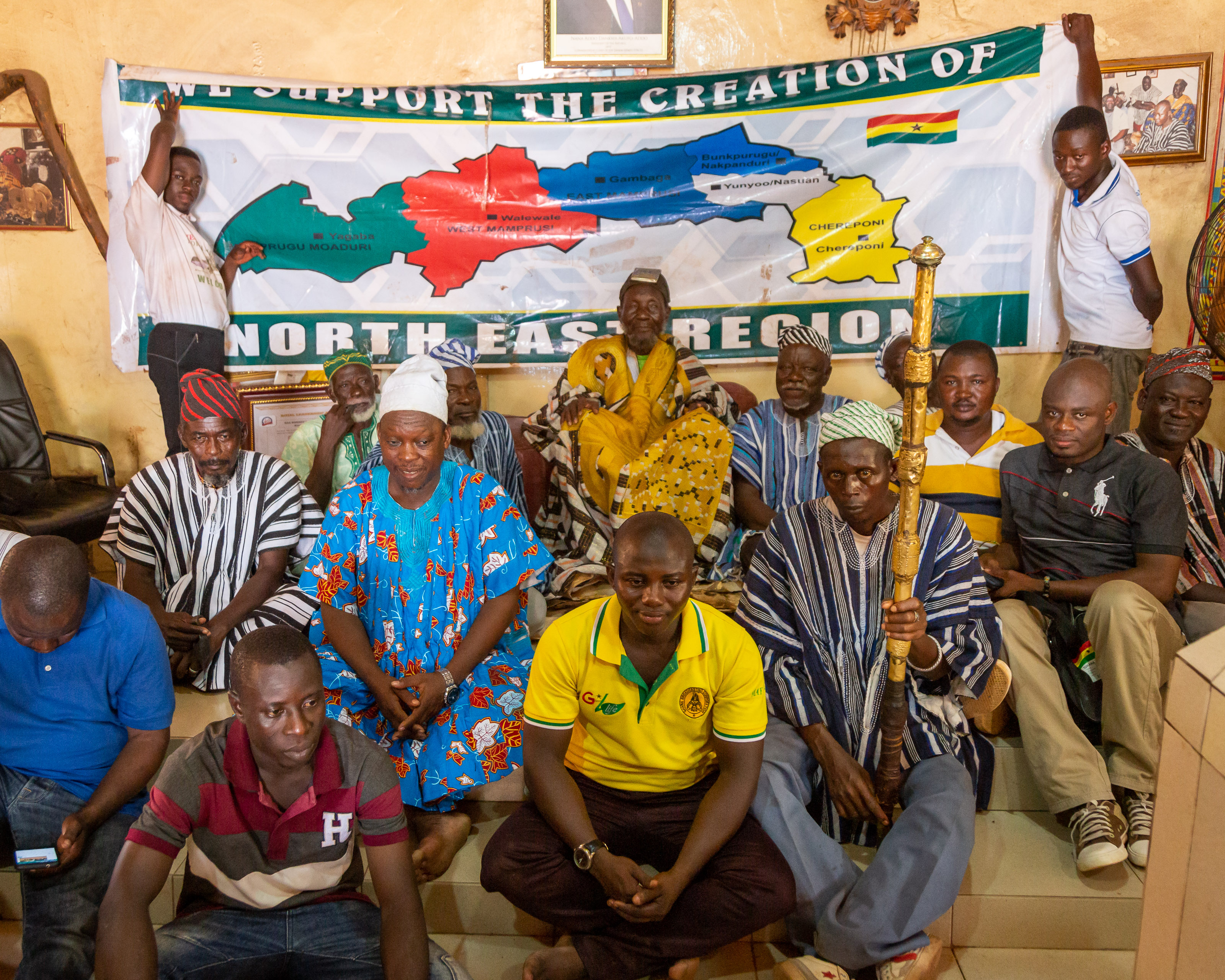
Mamprusi.

El reino fue fundado hacia el siglo XIII por el gran Naa Gbanwah]]/Gbewah  en Pusiga, un pueblo situado a 14 kilómetros de Bawku, razón por la que los mamprusis veneran Bawku como su hogar ancestral. La tumba de Naa Gbanwaah se encuentra en Pusiga.
El reino se extiende por la mayor parte de las regiones del Noreste, Norte, Superior Este y Superior Oeste. de Ghana, partes del norte de Togo y el interior de Burkina Faso. Como consecuencia, el rey de los mossi, moronaba, de Burkina Faso, hasta el día de hoy, simbólicamente, es desollado por el Nayiri, el rey de mamprugu. De este modo, se establece este reino como el preeminente de su clase. El único reino de la Ghana actual cuya relevancia y autoridad traspasa las fronteras nacionales por el peso de su humilde supremacía.
El nombre del reino es Mamprugu, la etnia es mamprusi, y la lengua es mampelle. La sucesión es hereditaria. Solo pueden optar a ella los descendientes directos varones de Naa Gbanwaah.
La historia de la monarquía mamprusi se remonta a un gran guerrero llamado Tohazie, que significa el Cazador Rojo. Su pueblo le llamaba así porque era de tez clara. El nieto de Tohazie, Naa Gbanwaah, se estableció en Pusiga y fundó Mamprugu.
Mamprusi es el mayor de los miembros de la etnia Mõõre-Gurma (Mole-Dagbamba): mamprusi, dagomba, nanumba, y mossi.

## Cultura
En la actualidad, la mayoría de los mamprusi son seguidores del Islam. Empezaron a convertirse al Islam en el siglo XVII por influencia de los mercaderes diulas.
Las ocupaciones tradicionales de los mamprusi son la agricultura y la ganadería.